# Vall de Linars
Vall de Linars o Valdelinars (en castellà i oficialment, Valdelinares; en aragonès, Val de Linars; en xurro, Valdrinares) és un municipi de l'Aragó, situat a la província de Terol i enquadrat a la comarca de Gúdar-Javalambre. Aquest municipi té un clima d'alta muntanya el que fa possible que hi hagi una estació d'esquí del grup Aramón.

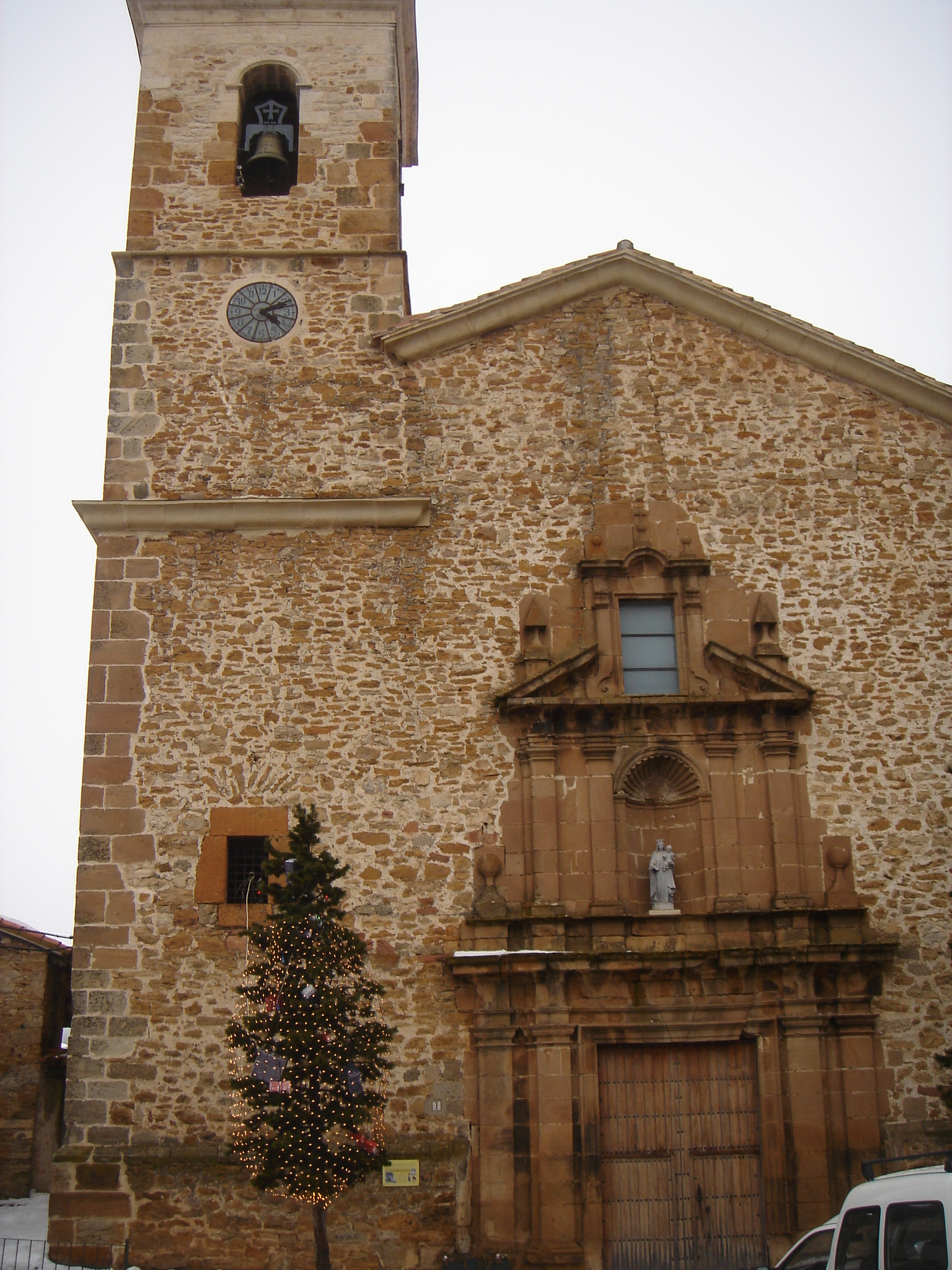
Església de Valdelinares

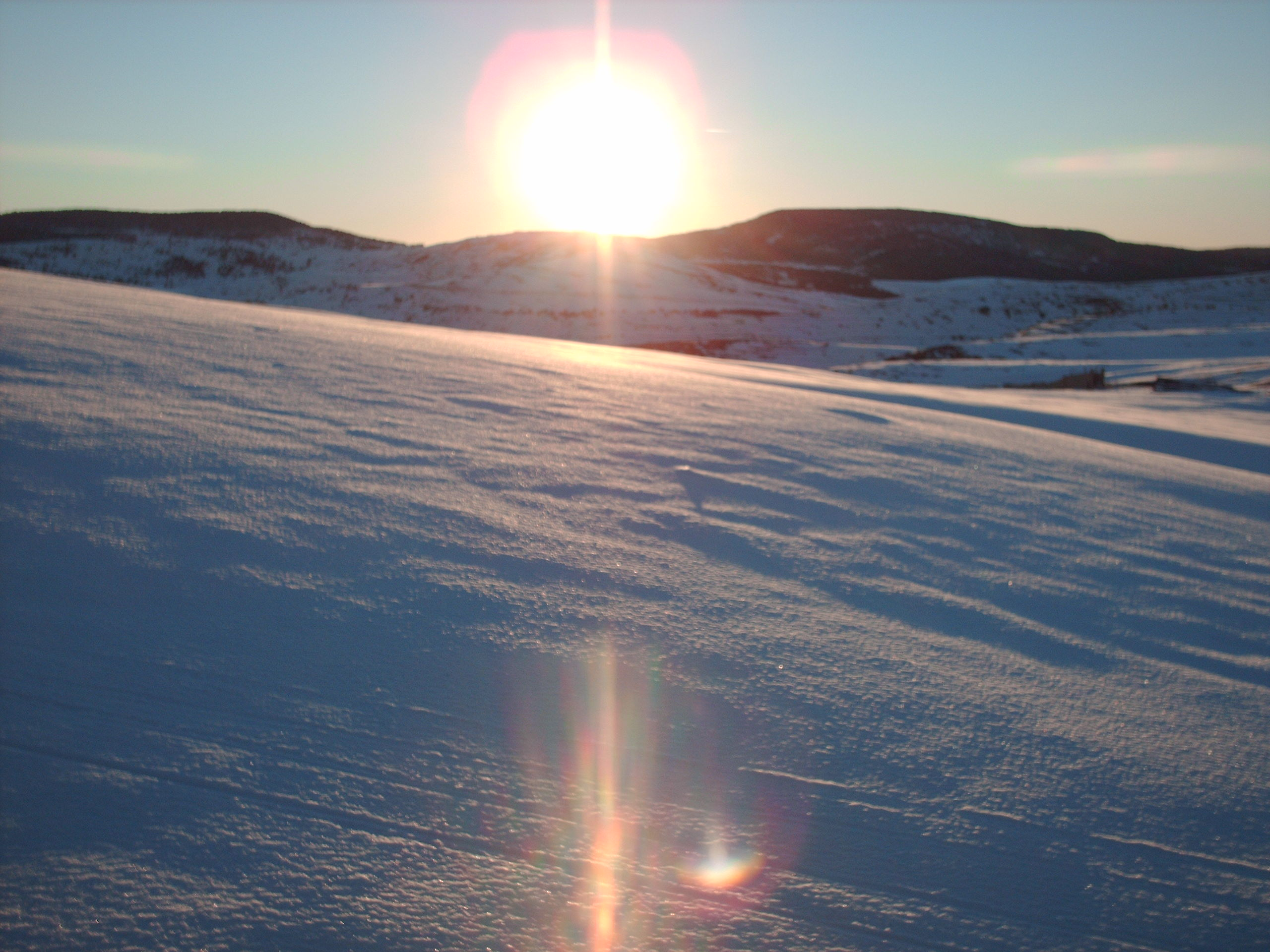
Capvespre voltants de Valdelinares

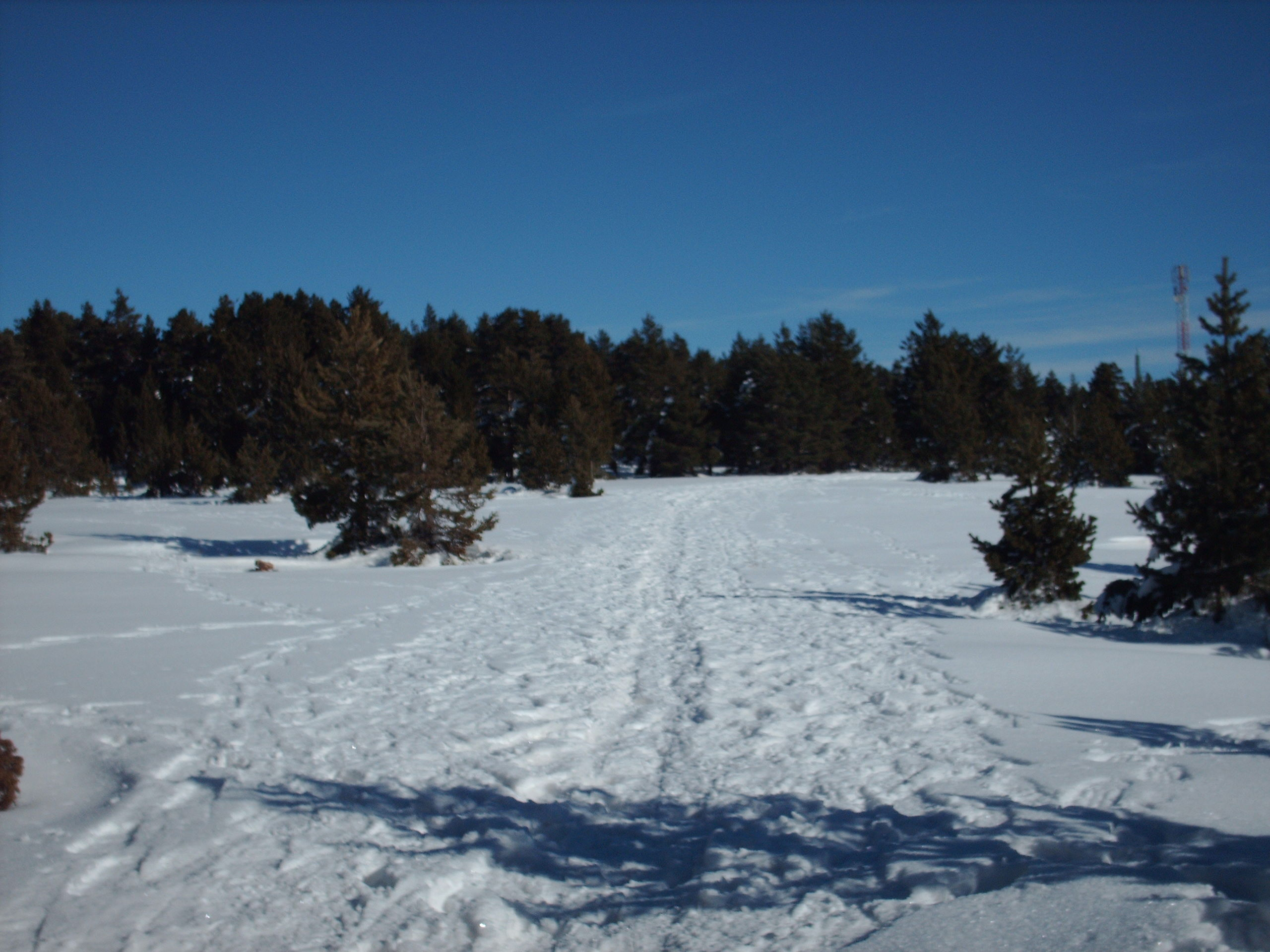
Bosc de Pí Negre a prop de Valdelinares

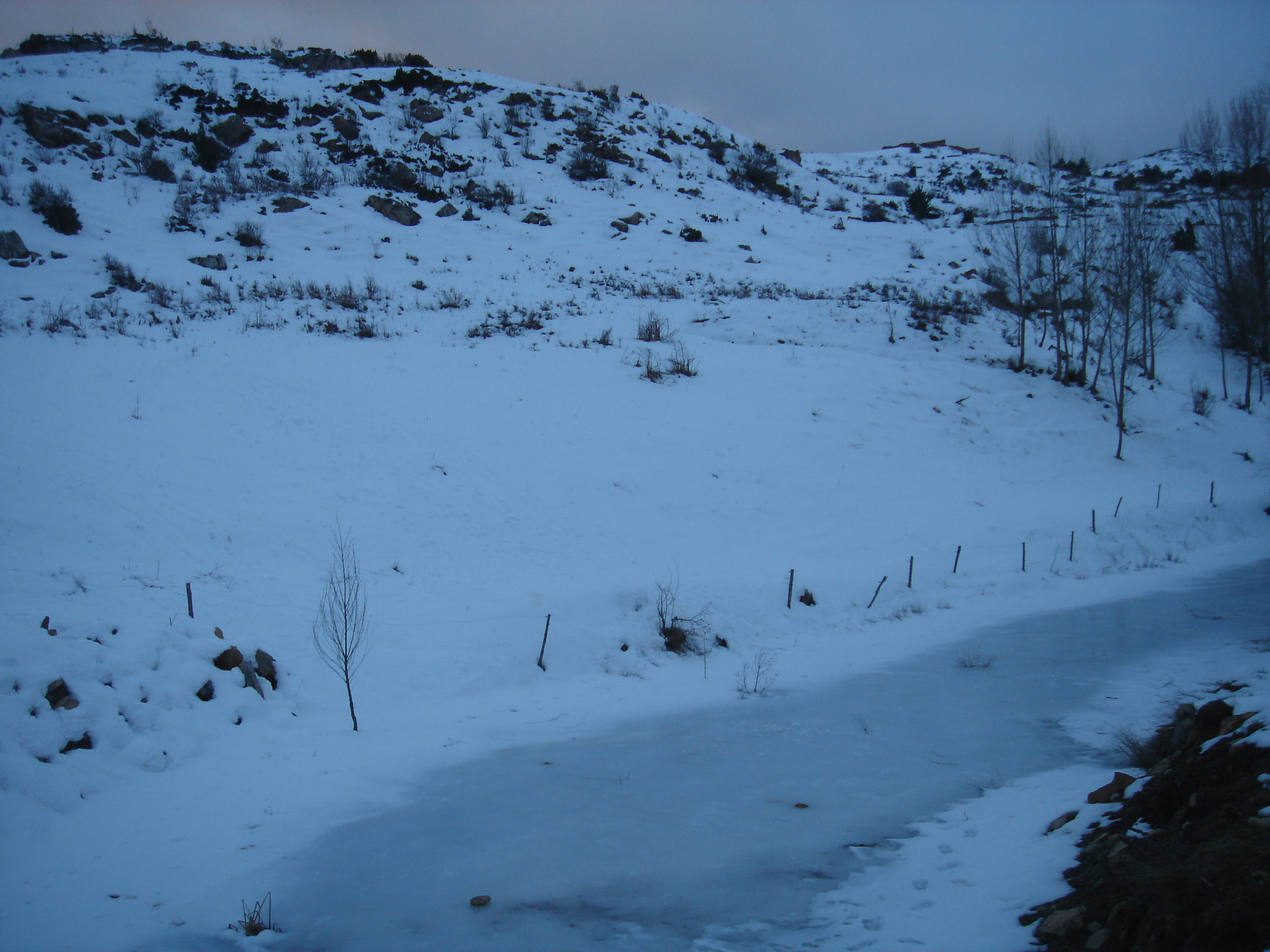
El riu Linares gelat